# Сукачёв, Лев Павлович
Лев Павлович Сукачев (алб. Lev Sukaçev, итал. Leo Sukachev; 3 марта 1895, Яблочкино, Екатеринославская губерния, Российская империя — 29 января 1975, Монтерей, США) — русский офицер, участник Белого движения, галлиполиец. В эмиграции дослужился до майора королевской армии Албании (1939), затем и до бригадного генерала итальянской армии (1947).

## Биография
Родился 3 марта 1895 года в имении Яблочкино. Происходит из дворян Екатеринославской губернии. Закончил Тенишевское училище в Петрограде, Елисаветградское кавалерийское училище (1915). Произведен из юнкеров в прапорщики с 1 июня.1915. Был назначен штабс-ротмистром в 5-й уланский Литовский Его Величества Короля Итальянского Виктора-Эммануила III полк. Весной 1917 года перешел в авиацию. В октябре 1917 года занимал должность начальника команды 1-го Армейского авиационного отряда в Двинске.
После событий Октябрьской революции, в 1918 году вступил в ряды Добровольческой армии в 1-м эскадроне 1-го кавалерийского дивизиона. Участник 1-го Кубанского («Ледяного») похода в отряде полковника Гершельмана, затем служил в 5-м гусарском Александрийском полку до эвакуации Крыма.

### В эмиграции
Покинув Россию, армия Врангеля оказалась сначала в Галлиполи. Оттуда Сукачев вместе со многими другими однополчанами перебрался в КСХС в августе 1921, где и устроился в пограничную стражу. Также работал садовником при Женской академии медицины в Белграде, однако был уволен за то, что он посадил вместо тополей калину.
Выгнали меня, ученого садовника-агронома, за которого я себя выдавал, по причине моего невежества в моей же профессии…из мемуаров
Однажды в 1924 году, когда Сукачёв сидел в белградском кафе и пил ракию, к нему неожиданно подошел его прежний знакомый — полковник Миклашевский и сделал странное предложение. Дело было в том, что будущий король Албании Ахмет Зогу готовил государственный переворот против правительства, возглавляемого епископом Фаноли, и для этого он искал опытных наёмных офицеров для организации своей армии. Сукачев с энтузиазмом согласился.
В Белграде я встречал время от времени Миклашевского, но никогда не видел его в таком радостно возбужденном состоянии, как в этот день. Он объяснил мне, что Ахмет-бей Зогу, который в это время был эмигрантом в С.Х.С., решил свергнуть просоветское правительство православного епископа Фаноли в Албании и для этого идти походом на Тирану. Как это ни звучит странно для 20-х годов XX века, но Зогу лично владел несколькими тысячами матьян (название одного из албанских племен), из которых 300 человек он забрал с собой в С.Х.С. На помощь к ним феодальный князь (которым фактически являлся Ахмет) решил привлечь “белых” русских, справедливо считая бывших участников Добровольческой армии самым подходящим элементом для ведения борьбы против “албанских красных”, все более и более наглеющих под ловким предводительством Краковецкого, главы советской миссии в Тиране.из мемуаров
16 декабря Русский отряд был окончательно сформирован. Отряд изначально дислоцировался в Дебаре. Начальником отряда был назначен полковник Миклашевский, его помощником — полковник Берестовский. Сам Сукачев был назначен командиром взвода.
18 декабря была занята Пешкопея, а 22 декабря передовые части вошли в Тирану.
Несмотря на то, что миссия белоэмигрантов была выполнена, Ахмет Зогу, который вскоре стал президентом Албании, был очень доволен и долго не хотел отпускать русских, которые помогли ему прийти к власти. Русский отряд был распущен только в 1926 году, после того как Зогу сформировал собственную армию. Однако и после этого он предложил каждому солдату Русского отряда пожизненную пенсию при условии, что те останутся жить в Албании. Однако жизнь в Тиране оказалась невыносимо скучной, и белые офицеры стали постепенно разъезжаться. К апрелю 1939 года из бывших наемников в Тиране остались всего четыре человека, в том числе и сам Сукачев. Он получил чин майора албанской армии, командовал гвардейским полком.
В 1939 году, когда итальянцы вторглись в Албанию, Сукачев со своим полком героически удерживал Тирану, дав возможность эвакуироваться королевской семье с малолетним наследником. Итальянское командование было впечатлено его героическими действиями, после чего Сукачеву было предложено перейти в итальянскую армию. Сукачев, недолго думая, согласился.
Летом 1943 года, будучи полковником и командиром отряда по защите аэропорта в Лучиньяно, он организовал перевод вверенной ему части на юг для соединения с армией маршала Пьетро Бадольо, к этому времени свергнувшему Муссолини и действовавшему на стороне союзников.
После войны продолжил служить в итальянской армии, и в 1947 году ему было присвоено звание бригадного генерала. Мигрировал в США в 1949 году. Умер 29 января 1975 года в Монтерее.